# As Ugly as They Wanna Be
| Recensione | Giudizio |
| ---------- | -------- |
| AllMusic   |          |

As Ugly as They Wanna Be è un EP del gruppo musicale statunitense Ugly Kid Joe, pubblicato nel 1991.

## Tracce
1. Madman – 3:37 (Eichstadt)
2. Whiplash Liquor – 3:40 (Eichstadt, Lahr, Crane)
3. Too Bad – 5:54 (Eric Phillips, Crane)
4. Everything About You – 4:14 (Eichstadt, Crane)
5. Sweet Leaf/Funky Fresh Country Club – 7:32 (Ward, Phillips, Butler, Osbourne, Iommi, Crane)
6. Untitled – 0:25

## Formazione
Cast artistico
- Whitfield Crane - voce
- Klaus Eichstadt - chitarra
- Roger Lahr - chitarra
- Cordell Crockett - basso
- Mark Davis - batteria

Cast tecnico
- Bobby Carlton - produttore esecutivo
- Dennis Rider - produttore esecutivo
- Ryan Dorn - co-produttore, missaggio, ingegneria del suono
- Eddy Schreyer - masterizzazione
- Kyle Bess - missaggio

## Classifiche
| Classifica            | Posizione massima |
| --------------------- | ----------------- |
| Official Albums Chart | 9                 |
| Billboard 200         | 4                 |